# Spalacopsis howdeni
Spalacopsis howdeni là một loài bọ cánh cứng trong họ Cerambycidae.